# Brouck
Brouck (Duits: Bruchen ) is een gemeente in het Franse departement Moselle (regio Grand Est) en telt 77 inwoners (2009). De plaats maakt deel uit van het arrondissement Boulay-Moselle.

## Geografie
De oppervlakte van Brouck bedraagt 3,0 km², de bevolkingsdichtheid is dus 25,7 inwoners per km².
De onderstaande kaart toont de ligging van Brouck met de belangrijkste infrastructuur en aangrenzende gemeenten.

## Demografie
Onderstaande figuur toont het verloop van het inwonertal (bron: INSEE-tellingen).